# 耶律神都斡
耶律神都斡，又作移剌神都斡，契丹族，耶律氏，金朝中期大臣，景国公耶律怀义之子。
完颜亮在位时，神都斡官至西北路招讨都监。正隆年间，跟随父亲耶律怀义伐南宋，耶律怀义在云中（今山西大同市）去世。金世宗时，耶律神都斡为宣徽使，侍奉皇帝左右。大定八年（1168年）九月，与太府监高彦佐为贺宋生日使（宋孝宗生日），出使宋朝。